# 나비난초
나비난초(학명: Ponerorchis graminifolia)는 난초과의 여러해살이풀이다.

## 생태
한반도 중부 이북 지역에서 자라는 여러해살이풀로 깊은 산 속의 바위 틈에서 자란다. 뿌리는 타원형으로 굵으며 수염뿌리가 나 있다. 줄기는 곧게 자라는데 높이는 10~20cm이다. 잎은 2~3개가 한쪽으로 치우쳐서 나고 선상 피침형으로 점점 뾰족해지며 줄기를 감싼다. 길이는 3~10cm, 나비는 7mm 정도이다. 6~8월에 엷은 홍자색 꽃이 피는데, 총상꽃차례를 이루고 5~8송이가 다소 한쪽으로 달린다. 포(苞)는 선형이며 끝이 뾰족하다. 꽃받침조각은 난형이고 끝이 둔하며, 꽃잎은 찌그러진 난형으로 꽃받침과 길이가 비슷하다. 입술꽃잎은 꽃받침보다 길고 깊게 3개로 갈라진다. 꿀주머니는 크고 원기둥 모양이며 길이 10~17mm로 끝이 다소 굽는다.

## 참고 문헌
- 이 문서에는 다음커뮤니케이션(현 카카오)에서 GFDL 또는 CC-SA 라이선스로 배포한 글로벌 세계대백과사전의 내용을 기초로 작성된 글이 포함되어 있습니다.